# Dark Lord of the Sith
De titel van Dark Lord of the Sith, of Jen'ari in de Sithtaal, was oorspronkelijk de heerser van het Sithrijk, en werd later gebruikt door de erkende leider van de Orde van de Sith Lords.
Voor Kaan was er elke keer maar één Dark Lord of the Sith geweest, die het hoofd van de Orde was. In meer recente perioden was het titel gedeeld door velen tegelijk. De term refereert aan individuen van beide geslachten. Een uitzondering was Lumiya die titel droeg van Dark Lady of the Sith. 
De titel van Dark lord of the Sith wordt vaak gelinkt aan de titel Darth. Hier tegenover staat het feit dat Sithleerlingen ook zijn bekend om het dragen van deze titel. Twee voorbeelden zijn Darth Malak als leerling van Darth Revan en Darth Vader als leerling van Darth Sidious. Vele Sithlords hebben de titel Darth gedragen maar er is geen bewijs van de synoniemische relatie tussen de twee titels. 
De titel van Dark Lord is waarschijnlijk te vergelijken met die van een Jedi Grand Master.

## Geschiedenis van de Titel
De eerste Dark Lord of the Sith was de leider van de verbannen Jedi die, na hun nederlaag in de Honderd Jaar van Duisternis de Sithvolkeren overheersten en hen regeerden als goden.
Xendor, die waarschijnlijk de eerste Dark Jedi was, is mogelijk de voorganger van de Dark Lords of the Sith, al is hij zelf nooit een Sithlord geweest. Hoewel hij misschien uit de dood was teruggekeerd om de positie te nemen van Dark Underlord, vele millennia later. 
Na de val van het eerste Sithrijk gaf Naga Sadow de titel door aan zijn leerling Freedon Nadd. De geest van de voorganger van Naga Shadow, Marka Ragnos, benoemdde de leerling van Freedon Nadd, Exar Kun, tot volgende Dark Lord of the Sith. Door toedoen van Kun zouden de Sithlords nooit meer uitsterven. Drieduizend jaar later begon Lord Kaan de gewoonte om iedere Sith de titel van Dark Lord te geven en maakte er een titel van die door vele werden gedeeld voor de eerste keer in hun lange geschiedenis. Na de instelling van de Rule of Two werd de titel enkel gedragen door twee leden van de Orde, de ene de Sithmeester en de andere de Sithleerling.

## Dark Lords of the Sith

### Van de Honderd Jaar Duisternis tot deNieuwe Sith Oorlogen
- Dakata Graush(status betwist)
- Ajunta Pall
- Tulak Hord
- Marka Ragnos
- Naga Sadow(gekozen door de Sith Raad boven zijn tegenstander Ludo Kressh)
- Ludo Kressh(zelfverklaard na de vlucht van Sadow)
- Freedon Nadd
- Exar Kun
- Ulic Qel-Droma
- Darth Revan
- Darth Malak
- Darth Nihilus
- Unidentified Darth
- Sith Emperor
- Darth Desolous
- Darth Ruin
- The Dark Underlord
- Darth Rivan
- Belia Darzu
- Kaan

### Van de opkomst van Kaan tot deZevende Slag van Ruusan
Vanaf dit punt eindigde de traditie van de enkele Dark Lord. In de tijd van de Ruusan Campagne was er een totaal van zesentwintig Sithlords die de tiel droegen samen met hun leider Kaan. Tot hen hoorden:
- Qordis
- Kopecz
- Kas'im
- LaTor
- Seviss Vaa
- Hezzoran
- Borthis
- Orilltha
- Shenayag
- Kaox Krul
- Githany
- Sirak

### Darth Baneshervormde Orde
In Banes hervormde Orde, waren er slechts twee Sith die de titel hadden als de twee enige leden van de Orde in de hele melkweg: een Meester en leerling. Samen met Darth Bane behoorden tot de orde:
- Darth Bane
- Darth Zannah
- Darth Cognus
- Darth Millennial
- Darth Vectivus
- Darth Plagueis
- Darth Sidious
- Darth Maul
- Darth Tyranus
- Darth Vader

### Na Sidious
Na de Slag om Endor, werd de titel van Dark Lady of the Sith opgeëist door de Hand van de Keizer, Lumiya. Het was een onzekere tijd voor de Sith, en hoewel later meerdere personen zich tot Dark Lord benoemden duurdde het nog jaren voor een stabiele Orde werd herbouwd.
- Lumiya[21]
- Flint
- Carnor Jax
- Kyp Durron(zelfbenoemd onder invloed van Exar Kun)

### Legacy tijdperk
Met de terugkeer van Lumiya na de verwoestende Yuuzhan Vong Oorlog, begon ze de Sithresten te smeden in een nieuwe stabiele Orde. Na haar dood werd de mantel doorgegeven aan haar laatste leerling, Darth Caedus. Maanden later nam Darth Caedus zijn eigen leerling: Tahiri Veila. De sith zouden pas werkelijk opbloeien met de komst van Darth Krayt in 130 ABY. Na het heimelijk dood elektrocuteren van Krayt werd Darth Wyyrlok III, handelend als Regent, gekroond als de nieuwe Dark Lord.
- Darth Caedus
- Tahiri Veila
- Darth Krayt
- Darth Wyyrlok III(de facto)

### Nog onbekend tijdperk
- Darth Andeddu